# Andrena abbreviata
Espèce
Synonymes
- Campylogaster (Andrena) abbreviatus Dours, 1873[2] - protonyme

Statut de conservation UICN

 DD  : Données insuffisantes
Andrena abbreviata est une espèce d'abeilles de la famille des Andrenidae, du genre Andrena. Elle a été signalée en Italie et dans l’Est de l’Europe de la Grèce à l’Ukraine, dans l’Ouest de la Russie et à Chypre.

## Description
Dans sa description originale, l'auteur indique que l'holotype, une femelle, mesure 9-10 mm et possède des ailes de 6-7 mm.
La femelle a une coloration générale noire. Sa tête est arrondie et présente des poils roux ainsi que ses antennes à partir du troisième article. Ses pattes sont noires.
L'auteur ne décrit pas le mâle, inconnu de lui.

## Publication originale
- Jean Antoine Dours, « Hyménoptères du bassin méditerranéen - Andrena (suite) », Revue et magasin de zoologie pure et appliquée, Paris, Inconnu, vol. 3, no 1,‎ 1873, p. 275-325 (ISSN 1259-6523 et 2540-5020, BNF 32859507, lire en ligne).